# Jean-Pierre Abel-Rémusat
Jean-Pierre Abel-Rémusat, també conegut com a Jean-Pierre-Abel Rémusat, (París, 5 de setembre de 1788 - París, 3 de juny de 1832 fou un sinòleg francès.

## Biografia
Jean-Pierre Abel-Rémusat era fill del cirurgià Jean-Marie Rémusat i de Jeanne-Françoise Aydée fou un sinòleg que, professionalment, va exercir de metge (1813) i cirurgià (1814) però la consulta d'un herbari (col·leccionat per l'abad Tersan) el va fer estudiar les herbes xineses. El seu interès va anar més enllà de la botànica de la Xina i, de forma autodidacta, va estudiar la llengua i la història d'aquest país. Va inaugurar la sinologia francesa com a professió. Va ocupar la càtedra de “Llengües i literatures xineses i tàrtares manxés” creada per l'ordenança del 29 de novembre de 1814 de Lluïs XVIII del Col·legi Reial (que més tard seria el Col·legi de França Va morir el 1832 per una epidèmia poc anys després del seu casament. És “Chevalier de la Légion d'Honneur”
Diversos personatges famosos es van interessar pels seus treballs (entre els quals destaca Hegeil que el menciona en la seva obra “La Raó en la Història”.

## Obres de l'autor
Entre les seves obres destaquen:
- Le livre des récompenses et des peines. FV Éditions, 2013
- Mémoire sur la vie et les opinions de Lao-Tseu, Imprimerie royale, Paris, 1823.
- Essai sur la langue et la littérature chinoises. Treuttel et Wurtz, Paris,1811
- Recherches sur les langues tartares, ou Mémoires sur différens points de la grammaire et de la littérature des Mandchous, des Mongols, des Ouigurs et des Tibetains .Paris.